# Desmodium distortum
Espécie ereta, arbustiva, planta vigorosa de crescimento rápido que podem atingir mais de 4 m de altura.
Considerações Taxonômicas. Planta ereta folhas compostas por três folíolos grandes, com panícula terminal.
Nome comum: Engorda-magro, amor-de-vaqueiro.
Distribuição e Habitat: Espécie nativa nas regiões tropicais das Américas do Sul e Central.
Potencial forrageiro: por ser uma planta apreciada pelos animais, por apresentar grande potencial de produção de sementes e forragem,  Otero, viu essas qualidades e se empenhou em distribuiu sementes dessa espécie para produtores, na primeira metade do século 20.